# Кодимська міська рада
Ко́димська міська́ ра́да — орган місцевого самоврядування Кодимської міської громади Подільського району Одеської області. До 17 листопада 2020 року існувала як адміністративно-територіальна одиниця із центром в місті Кодима.

## Адміністративно-територіальна одиниця(до 2020р.)
Кодимська міська рада утворена в 1979 році.
- Територія ради: 10,53 км²
- Населення ради: 8 932 особи (станом на 1 січня 2011 року)

Міській раді було підпорядковано місто Кодима.

## Склад ради
Рада складається з 26 депутатів та голови.
- Голова ради: Лупашко Сергій Іванович
- Секретар ради: Заболотна Людмила Олександрівна

### Керівний склад
| Прізвище, ім'я, по батькові     | Основні відомості                                                      | Дата обрання | Дата звільнення |
| ------------------------------- | ---------------------------------------------------------------------- | ------------ | --------------- |
| Заболотна Людмила Олександрівна | Секретар міської ради, 1980 року народження, освіта вища, позапартійна | 15.03.2021   |                 |
| Лупашко Сергій Іванович         | Міський голова, 1965 року народження, освіта вища, позапартійний       | 25.10.2020   |                 |

Примітка: таблиця складена за даними сайту Верховної Ради України

### Депутати
За результатами місцевих виборів 2010 року депутатами ради стали:

#### За суб'єктами висування
| Суб'єкт висування                                       | Кількість обраних депутатів | %   |
| ------------------------------------------------------- | --------------------------- | --- |
| Партія регіонів                                         | 21                          | 70  |
| Комуністична партія України                             | 2                           | 6,7 |
| Політична партія Всеукраїнське об'єднання «Батьківщина» | 2                           | 6,7 |
| Політична партія «За Україну!»                          | 2                           | 6,7 |
| Соціалістична партія України                            | 2                           | 6,7 |
| Політична партія «Сильна Україна»                       | 1                           | 3,3 |

#### За округами
| № округу                                                | Прізвище, ім'я, по батькові       | Дата визнання обраним | Освіта             | Партійна приналежність                        | Відомості про обраного депутата                                                                   |
| ------------------------------------------------------- | --------------------------------- | --------------------- | ------------------ | --------------------------------------------- | ------------------------------------------------------------------------------------------------- |
| Комуністична партія України                             |                                   |                       |                    |                                               |                                                                                                   |
| б/м                                                     | Мелешко Олександр Анатолійович    | 04.11.2010            | вища               | член Комуністичної партії України             | Кодимська міська рада, секретар                                                                   |
| б/м                                                     | Бойко Віктор Петрович             | 04.11.2010            | середня            | член Комуністичної партії України             | пенсіонер                                                                                         |
| Партія регіонів                                         |                                   |                       |                    |                                               |                                                                                                   |
| б/м                                                     | Кондратьєв Микола Анатолійович    | 04.11.2010            | вища               | член Партії регіонів                          | приватне підприємство «Труд», заступник директора                                                 |
| б/м                                                     | Ніколішина Тамара Миколаївна      | 04.11.2010            | вища               | позапартійна                                  | Кодимська РДА, начальник управління                                                               |
| б/м                                                     | Петрашик Світлана Олексіївна      | 04.11.2010            | вища               | член Партії регіонів                          | Кодимська центральна аптека № 151, головний бухгалтер                                             |
| б/м                                                     | Бондар Тетяна Іванівна            | 04.11.2010            | вища               | член Партії регіонів                          | Кодимська РДА, завідувачка сектору                                                                |
| б/м                                                     | Кулікова Світлана Іванівна        | 04.11.2010            | вища               | член Партії регіонів                          | Балтська міжрайонна державна податкова інспекція, головний податковий ревізор — інспектор         |
| б/м                                                     | Гладенький Митрофан Миронович     | 04.11.2010            | вища               | член Партії регіонів                          | Кодимська районна організація Партії регіонів, інструктор                                         |
| б/м                                                     | Максимішин Федір Олександрович    | 04.11.2010            | вища               | позапартійний                                 | комунальне підприємство «Кодимаагрогаз», директор                                                 |
| 1                                                       | Романенко Віталій Федорович       | 04.11.2010            | вища               | член Партії регіонів                          | «Кодимаагрошляхбуд», директор                                                                     |
| 2                                                       | Басько Людмила Андріївна          | 04.11.2010            | вища               | член Партії регіонів                          | Кодимська РДА, начальник відділу культури і туризму                                               |
| 3                                                       | Гіль Ніна Миколаївна              | 04.11.2010            | вища               | член Партії регіонів                          | Кодимське районне бюро технічної інвентарзації, начальник                                         |
| 5                                                       | Налдіна Марія Миколаївна          | 04.11.2010            | вища               | позапартійна                                  | Кодимська державна нотаріальна контора, завідувачка                                               |
| 6                                                       | Іванов Анатолій Леонідович        | 26.02.2012            | вища               | позапартійний                                 | Філія «Кодимський райавтодор», начальник                                                          |
| 7                                                       | Бурмістр Людмила Іллівна          | 04.11.2010            | вища               | член Партії регіонів                          | комунальний заклад "Кодимський дитячий садочок «Сонечко», завідувачка                             |
| 8                                                       | Верховський Олександр Іванович    | 04.11.2010            | вища               | член Партії регіонів                          | ВАТ «Укртелеком», начальник цеху                                                                  |
| 9                                                       | Красовський В'ячеслав Миколайович | 04.11.2010            | вища               | член Партії регіонів                          | Кодимська РДА, начальник відділу                                                                  |
| 10                                                      | Корсакова Валентина Іванівна      | 04.11.2010            | вища               | член Партії регіонів                          | комунальна установа «Кодимська ЦРЛ», лікар-педіатр                                                |
| 11                                                      | Токарчук Віктор Андрійович        | 04.11.2010            | вища               | член Партії регіонів                          | Кодимська санітарно-епідеміологічна станція, головний державний санітарний лікар                  |
| 12                                                      | Яремчук Віктор Іванович           | 04.11.2010            | вища               | член Партії регіонів                          | комунальна установа «Кодимська ЦРЛ», заступник головного лікаря                                   |
| 13                                                      | Задорожнюк Володимир Олексійович  | 04.11.2010            | вища               | позапартійний                                 | Кодимська РДА, начальник відділу архітектури, містобудування та житлово-комунального господарства |
| 14                                                      | Ковалішина Ірина Сергіївна        | 04.11.2010            | вища               | член Партії регіонів                          | Кодимське професійно-технічне аграрне училище, директор                                           |
| 15                                                      | Єфімова Ганна Геннадіївна         | 04.11.2010            | вища               | член Партії регіонів                          | центр дитячої та юнацької творчості, директор                                                     |
| Політична партія Всеукраїнське об'єднання «Батьківщина» |                                   |                       |                    |                                               |                                                                                                   |
| б/м                                                     | Сажина Людмила Леонідівна         | 04.11.2010            | вища               | член Всеукраїнського об'єднання «Батьківщина» | пенсіонер                                                                                         |
| б/м                                                     | Нікіфорчук Микола Іванович        | 04.11.2010            | середня            | член Всеукраїнського об'єднання «Батьківщина» | пенсіонер                                                                                         |
| Політична партія «За Україну!»                          |                                   |                       |                    |                                               |                                                                                                   |
| б/м                                                     | Панченко Владислав Юрійович       | 04.11.2010            | вища               | член Політичної партії «За Україну!»          | пенсіонер                                                                                         |
| б/м                                                     | Шепітко Віктор Григорович         | 04.11.2010            | вища               | член Політичної партії «За Україну!»          | Кодимська дитяча юнацька спортивна школа, викладач                                                |
| Політична партія «Сильна Україна»                       |                                   |                       |                    |                                               |                                                                                                   |
| 4                                                       | Сопова Любов Семенівна            | 04.11.2010            | середня спеціальна | позапартійна                                  | комунальна установа «Кодимська ЦРЛ», старша медсестра                                             |
| Соціалістична партія України                            |                                   |                       |                    |                                               |                                                                                                   |
| б/м                                                     | Славінська Людмила Борисівна      | 04.11.2010            | вища               | член Соціалістичної партії України            | пенсіонер                                                                                         |
| б/м                                                     | Деревніна Неля Миколаївна         | 04.11.2010            | вища               | член Соціалістичної партії України            | Кодимська РДА, державний реєстр                                                                   |